# Fudbalski Klub Radnički Kragujevac
Il Fudbalski Klub Radnički Kragujevac (serbo: Крагујевачки фудбалски клуб Раднички), meglio noto come FK Radnički 1923 è una società calcistica serba con sede nella città di Kragujevac. Nella stagione 2024-2025 milita nella Superliga, la massima divisione del campionato serbo.

## Storia
Fondato nel 1923 con il nome di Mladi Radnik, assunse la denominazione attuale nel 1929. Nel 1969 il club venne promosso per la prima volta nel massimo campionato jugoslavo, dove militò per cinque stagioni durante gli anni settanta. Solamente nella stagione 1998-1999 il club ritornò nella massima serie jugoslava, dove rimase fino al termine della stagione 2001-2002. Da allora milita nelle serie inferiore serbe, fino al termine della stagione 2010-2011 con una nuova promozione in prima divisione.
Nella stagione 2023-2024 raggiunge la semifinale di Coppa di Serbia per la prima volta nella sua storia.

## Stadio
Lo Stadio Čika Dača, che ospita le partite interne, ha una capacità di 15 022 spettatori.

## Palmarès

### Competizioni nazionali
- 2. Savezna liga: 2

1968-1969 (girone est), 1973-1974 (girone est)
- Srpska Liga: 3

2004-2005 (girone ovest), 2009-2010 (girone est), 2016-2017
- Prva Liga Srbija: 1

2020-2021

### Altri piazzamenti
- 2. Savezna liga:

Secondo posto: 1979-1980 (girone est)
Terzo posto: 1978-1979 (girone est), 1985-1986 (girone est)
- Prva Liga Srbija:

Secondo posto: 2010-2011
- Druga liga SR Jugoslavije:

Secondo posto: 1996-1997 (girone ovest)

## Rosa 2023-2024
Rosa aggiornata al 13 febbraio 2024.
| N. |                                 | Ruolo | Calciatore          |
| -- | ------------------------------- | ----- | ------------------- |
| 1  | Serbia (bandiera)               | P     | Vasilije Zunic      |
| 3  | Serbia (bandiera)               | D     | Luka Zorić          |
| 5  | Bosnia ed Erzegovina (bandiera) | D     | Besim Šerbečić      |
| 6  | Serbia (bandiera)               | D     | Andrija Radovanović |
| 7  | Serbia (bandiera)               | C     | Matija Gluščević    |
| 8  | Bosnia ed Erzegovina (bandiera) | D     | Mehmed Ćosić        |
| 9  | Nigeria (bandiera)              | A     | Geoffrey Chinedu    |
| 10 | Serbia (bandiera)               | C     | Stefan Čolović      |
| 11 | Serbia (bandiera)               | C     | Vasilije Đurić      |
| 13 | Serbia (bandiera)               | D     | Branislav Milošević |
| 14 | Serbia (bandiera)               | C     | Slobodan Simović    |
| 15 | Montenegro (bandiera)           | D     | Milan Mitrović      |
| 16 | Serbia (bandiera)               | C     | Uroš Vidović        |
| 17 | Serbia (bandiera)               | A     | Veljko Dimitrijević |
| 18 | Serbia (bandiera)               | C     | Andreja Ristić      |
| 20 | Serbia (bandiera)               | D     | Ljubiša Pecelj      |
| 22 | Serbia (bandiera)               | C     | Aleksandar Petrovic |

| N. |                       | Ruolo | Calciatore            |
| -- | --------------------- | ----- | --------------------- |
| 23 | Montenegro (bandiera) | C     | Bojan Adžić           |
| 25 | Serbia (bandiera)     | C     | Miloš Vidović         |
| 26 | Serbia (bandiera)     | P     | Stojan Leković        |
| 27 | Serbia (bandiera)     | C     | Miloš Ristić          |
| 32 | Serbia (bandiera)     | C     | Nikola Bukumira       |
| 45 | Serbia (bandiera)     | D     | Milos Mladenovic      |
| 50 | Croazia (bandiera)    | D     | Tomislav Dadić        |
| 55 | Serbia (bandiera)     | C     | Milutin Vidosavljević |
| 70 | Serbia (bandiera)     | A     | Milan Aleksić         |
| 77 | Francia (bandiera)    | C     | Wajdi Sahli           |
| 79 | Serbia (bandiera)     | P     | David Spasojevic      |
| 80 | Serbia (bandiera)     | C     | Nemanja Tomić         |
| 90 | Serbia (bandiera)     | A     | Milan Vidakov         |
| 93 | Guadalupa (bandiera)  | C     | Kilian Bevis          |
|    | Serbia (bandiera)     | D     | Ognjen Lakičević      |
|    | Serbia (bandiera)     | A     | Pavle Ivelja          |
|    | Serbia (bandiera)     | D     | Vladimir Tomović      |

## Allenatori
- 2011-2012: Slavenko Kuzeljević